# Бориславсько-Покутський нафтогазоносний район
Бориславсько-Покутський нафтогазоносний район — належить до Передкарпатської нафтогазоносної області Західного нафтогазоносного регіону України
Включає:
- Старосамбірське нафтове родовище
- Південно-Монастирське нафтове родовище
- Блажівське нафтове родовище
- Бориславське нафтогазоконденсатне родовище
- Новосхідницьке нафтове родовище
- Іваниківське нафтогазоконденсатне родовище
- Орів-Уличнянське нафтове родовище
- Соколовецьке нафтове родовище
- Заводівське нафтове родовище
- Південно-Стинавське нафтове родовище
- Мельничанське нафтове родовище
- Стинавське нафтове родовище
- Семигинівське нафтове родовище
- Танявське нафтогазоконденсатне родовище
- Янківське нафтове родовище
- Північно-Долинське нафтогазоконденсатне родовище
- Долинське нафтове родовище
- Вигодсько-Витвицьке нафтове родовище
- Чечвинське нафтове родовище
- Струтинське газонафтове родовище
- Спаське нафтове родовище
- Спаське-Глибинне нафтове родовище
- Ріпнянське нафтове родовище
- Підлісівське нафтове родовище
- Луквинське газонафтове родовище
- Росільнянське нафтогазоконденсатне родовище
- Космацьке газоконденсатне родовище
- Монастирчанське газоконденсатне родовище
- Пнівське нафтове родовище
- Гвіздецьке нафтове родовище
- Південно-Гвіздецьке нафтогазоконденсатне родовище
- Пасічнянське нафтове родовище
- Битків-Бабченське нафтогазоконденсатне родовище
- Довбушанське нафтогазове родовище
- Бистрицьке нафтове родовище
- Микуличинське нафтове родовище
- Страшевицьке нафтове родовище
- Рожнятівське родовище
- Рудавецьке родовище